# Jonathan Harris
Jonathan Harris (født Jonathan Charasuchin 6. november 1914, død 3. november 2002) var en amerikansk skuespiller bedst kendt fra TV som Bradford Webster i The Third Man og Dr. Zachary Smith i Lost in Space. 

## Opvækst
Jonathan Harris blev født i New York og voksede op under fattige kår. Familien var russiske emigranter, som havde bosat sig i USA for at finde lykken.
I teenageårene arbejde han på et apotek og besluttede sig for at blive farmaceut. Men efter at have overværet lokale teaerstykker, fik han smag for skuespillet. 
I 1942 debuterer han på Broadway, med filmen Heart of the City.